# キュートアグレッション
キュートアグレッション（英: cute aggression）またはプレイフルアグレッション（英: playful aggression）とは、人間の赤ちゃんや幼い動物など、かわいいものを見ることによって引き起こされる皮相的な攻撃的行動・衝動である。
キュートアグレッション体感中の者は、可愛いと思った対象を見た際に実際に害を及ぼすことを意図することもなく、自分の歯を食いしばったり、拳を握り締めたり、かわいいと思った対象を噛んだり、食べたり、つまんだり、きつく抱きしめたいという衝動を感じることがあるとされる。

## 概要
人は可愛いものを見ると、噛みつきたくなったりギュッと握ってしまいたくなるような衝動を抱くことがある。これは可愛すぎるものに接したときの脳の防御反応と説明されたり、制御できなくなったものへの反応としている。この反応はそれまでに見られた「人は可愛いものを優しく注意深く扱うはずである」というものから外れていた。

## 実験
イェール大学出身の心理学者、レベッカ・ダイヤー（Rebecca L. Dyer）とオリアナ・アラゴン（Oriana R. Aragón）は109名を対象にした実験の後、この衝動をキュートアグレッションと名付けた。
この実験によると
- 「可愛い動物（ふわっとした子犬）」
- 「面白さを含む動物（車から頭を出した犬）」
- 「普通の動物（成犬）」

それぞれの画像を見せ、「可愛らしさ・面白さ・自己抑制度合い」を評価してもらった結果、可愛い動物を見たときほどその傾向が強まることがわかった。その後の90名を対象にした実験では気泡緩衝材を感情に合わせて潰すように指示をした。尚この実験では本来の意図を隠して実験を行っている。結果は可愛い映像を見たときのほうがより行動が多く見られた。これについて豪サザンクロス大学の認知神経科学者のアナ・ブルックスは、脳内の過剰な反応に対するフラストレーションによるものと指摘している。また可愛いものを見た時に分泌されるドーパミンは、人が攻撃的になったときにも分泌されるものであり、混線が生じこの衝動・行動が引き起こされる可能性があると語る。これは嬉しい時に涙が出たり、悲しい時に笑ってしまったりと一種の調整機能や感情エネルギーの代替処理にも見られ、それと同じことが言えるという。学術誌「Psychological Science」に2015年に発表した研究における実験では、赤ん坊の画像にポジティブな反応を示した人たちは、同時に赤ん坊の頬をつねりたいなどの欲求も示した。こういった矛盾のように見える正反対の反応を示した被験者のほうが感情の均衡・制御を取り戻すのに短時間であったという。
認知科学・心理学研究者のKatherine Stavropoulosと博士課程に在籍するLaura Albaによる実験では、18歳～40歳までの被験者54名を対象に
- 「とてもかわいい赤ちゃん」
- 「かわいくない赤ちゃん」
- 「とてもかわいい赤ちゃん動物」
- 「かわいくない大人の動物」

を見せるという実験を行った。その結果かわいい動物の赤ちゃんに対するこの衝動が認められた。またこの反応と脳の報酬系の反応には相関関係が見られた。Stavropoulosはこれを脳の報酬系の暴走に対する調整機能ではないかとしている。